# Democracy
Democracy é um jogo de simulação de governo que foi inicialmente desenvolvido pela Positech Games em 2005, com uma sequência lançada em dezembro de 2007, e um terceiro jogo em 2013. O jogador joga como se ele fosse o presidente ou primeiro ministro de um governo democrático, necessitando introduzir e alterar políticas em sete áreas – taxas, economia, bem-estar, política externa, transporte, lei e ordem, e serviços públicos. Cada política tem um efeito na felicidade de vários grupos de votantes, bem como afetando fatores como crime e qualidade do ar. O jogador tem de lidar com "situações", que são problemas típicos como protestos do petróleo ou falta de moradia, e também tem que tomar decisões a respeito de dilemas que surgem a cada turno.

## Recepção
Democracy é um jogo 'indie' anormalmente bem-sucedido, considerando-se que vendeu bem mesmo sendo feito por um indivíduo ao invés de uma grande equipe. O site Game Tunnel deu ao jogo uma avaliação de 8/10 em geral, afirmando que "perder um jogo em Democracy é quase tão recompensante quanto vencer sua próxima eleição" a que "sempre há a motivação de fazer melhor da próxima vez". O site também premiou Democracy como 'Jogo de Simulação do Ano' de 2005. About.com avaliou o jogo 3.5/5 e disse que "Democracy faz exatamente o que se propõe a fazer - te faz pensar sobre como mesmo pequenas mudanças podem afetar diferentes de grupos de pessoas".